# Inonotus boninensis
Inonotus boninensis är en svampart som beskrevs av T. Hatt. & Ryvarden 1993. Inonotus boninensis ingår i släktet Inonotus och familjen Hymenochaetaceae.   Inga underarter finns listade i Catalogue of Life.